# Jana z Arku
Svatá Johanka z Arku, též Jana z Arku (francouzsky Jeanne d'Arc), přezdívaná Panna orleánská (La Pucelle d'Orléans), Dobrá Lotrinka (La bonne Lorraine) či jenom Panna (La Pucelle), (6. ledna 1412 Domrémy-la-Pucelle – 30. května 1431 Rouen) byla francouzská hrdinka, která stanula v čele francouzských vojsk za stoleté války v boji proti Angličanům a posléze byla upálena za kacířství. Později byla po ospravedlnění prohlášena mučednicí, roku 1909 blahořečena a roku 1920 prohlášena za svatou. Je spolupatronkou Francie.

## Život

### Mládí

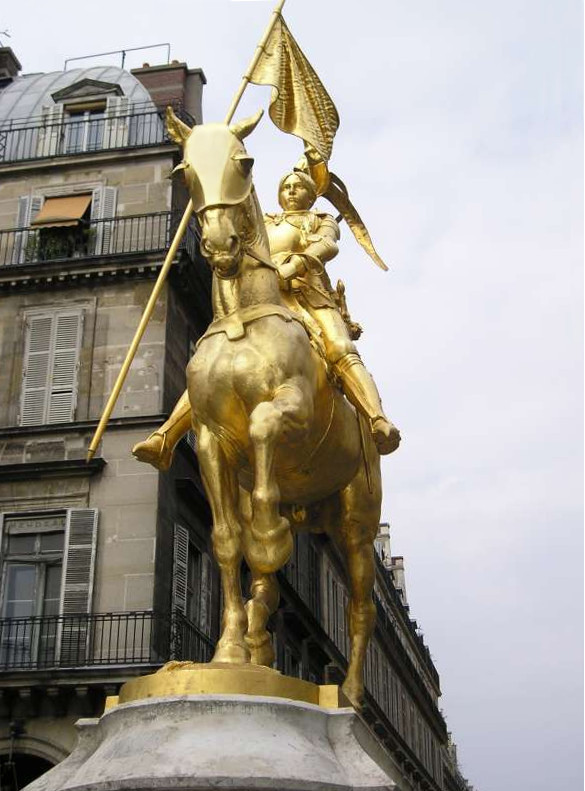
Emmanuel Frémiet: Socha Jany z Arku na Place des Pyramides v Paříži

Johanka se narodila patrně roku 1412 v zámožné selské rodině v lotrinské vesnici Domrémy, dnes Domrémy-la-Pucelle. Krátce nato byla zahájena třetí etapa stoleté války. Angličané se vylodili na kontinentě a roku 1415 zvítězili u Azincourtu. Poté postupně ovládli severní Francii. Roku 1420 podepsali anglický král Jindřich V. a francouzský král Karel VI. smlouvu v Troyes, na jejímž základě získal dědický nárok na francouzskou korunu po Karlově smrti anglický panovnický rod Lancasterů. Tím byly opominuty dědické nároky dauphina Karla. Po brzké smrti Karla VI. († 1422) se dědicem trůnu stal nedávno narozený syn předčasně zesnulého Jindřicha V. a Karlovy dcery Kateřiny z Valois Jindřich VI. Dauphin Karel se stáhl na jih od Loiry a vzdal se aktivity. Tehdy se zrodil široký lidový odpor proti anglickým uchvatitelům.
Od svých 13 let slýchala Johanka, podle své výpovědi, hlasy a měla vidění, v nichž se jí zjevovali andělé a světci, především archanděl Michael, sv. Kateřina a sv. Markéta. Johanka se k nim modlila za záchranu Francie, neboť žoldnéřská anglická vojska drancovala a vypalovala její rodný kraj a nezadržitelně se blížila k Orleánsu. Údajné hlasy světců jí prý sdělily, že byla Bohem vyvolena osvobodit Francii, a archanděl Michael ji nabádal, aby na sebe vzala mužský šat a osvobodila Orléans. Inspirovaná těmito hlasy a díky síle své vlastní osobnosti, víře v Boha a přesvědčení ve své poslání vystoupila veřejně se svými úmysly.

### Válka
Počátkem března 1429 vyjela se skromným doprovodem od guvernéra ve Vaucouleurs za Karlem VII. do Chinonu a za několik týdnů ho přiměla svou přímostí a nezlomným přesvědčením o svém vyšším poslání k tažení do Orléansu. Johanka z Arku dostala vojsko, byť malé, nechala si vyšít na korouhev květy lilie a slova Jesus Maria. Její vítězný pochod trval od května do července. 8. května 1429 vjela do osvobozeného Orléansu, 18. června, kde nejprve musela odrazit četné útoky a vyčistit okolí Orléansu. Klíčovým vítězstvím pro ni bylo dobytí pevnosti Tourelles. Poté vyrazila na město Jargeau, které obléhala měsíc. Dále k městu Meungu, které bylo obléháno půl roku; až po dlouhých a útrpných bojích vyhnala Johanka anglickou smetánku s mnoha zkušenými anglickými veliteli, a město nakonec padlo. Pro Johanku to byl obrovský úspěch. Nakonec se vydala k Beaugency, které po dvouměsíčním obléhání padlo, a s ním i poslední velký odpor v údolí řeky Loiry. Pak Johanka porazila anglickou armádu u Patay a odtáhla k Remeši, korunovačnímu městu francouzských králů. Po cestě dobyla města Auxerre, Troyes a jezerní město Châlons. 17. července byl dauphin Karel v Remeši korunován na Karla VII., čímž získal v očích současníků rozhodující převahu nad svým anglickým soupeřem, nezletilým Jindřichem VI.

### Zajetí

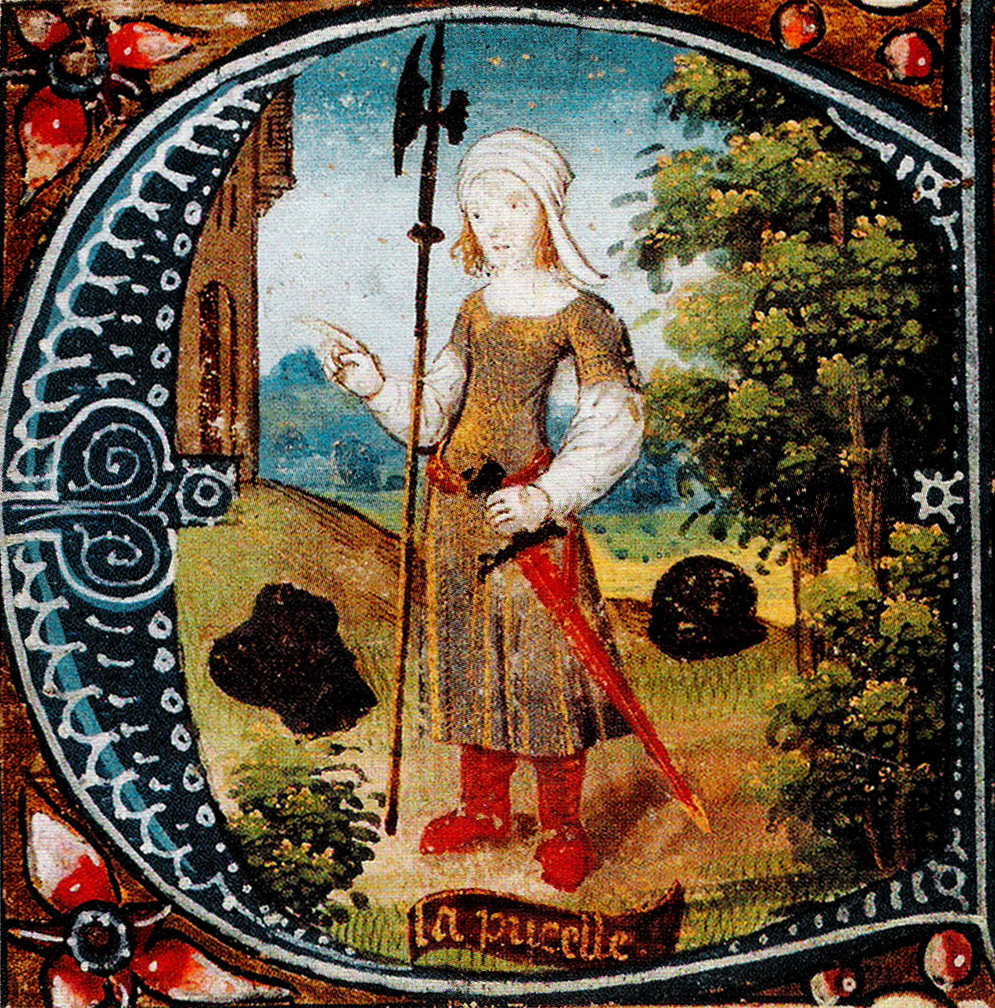
Panna z Arku na miniatuře z 15. století

Jana z Arku byla rozhodnuta pokračovat v boji až do vyhnání Angličanů ze země. Mocně působila na vojáky i lid, král se však začal její popularity obávat, proto jí svěřoval stále méně a méně důležité, ale často nebezpečné úkoly. Počátkem září 1430 sice zaútočily její oddíly na Paříž, neměly však bez královy podpory šanci. Při obnovení válečných operací na jaře 1430 hájila Jana s malým vojenským oddílem proti anglickým útokům Compiegne a byla – patrně zradou – zajata 23. května Burgunďany, kteří byli spojenci Anglie.

### Proces

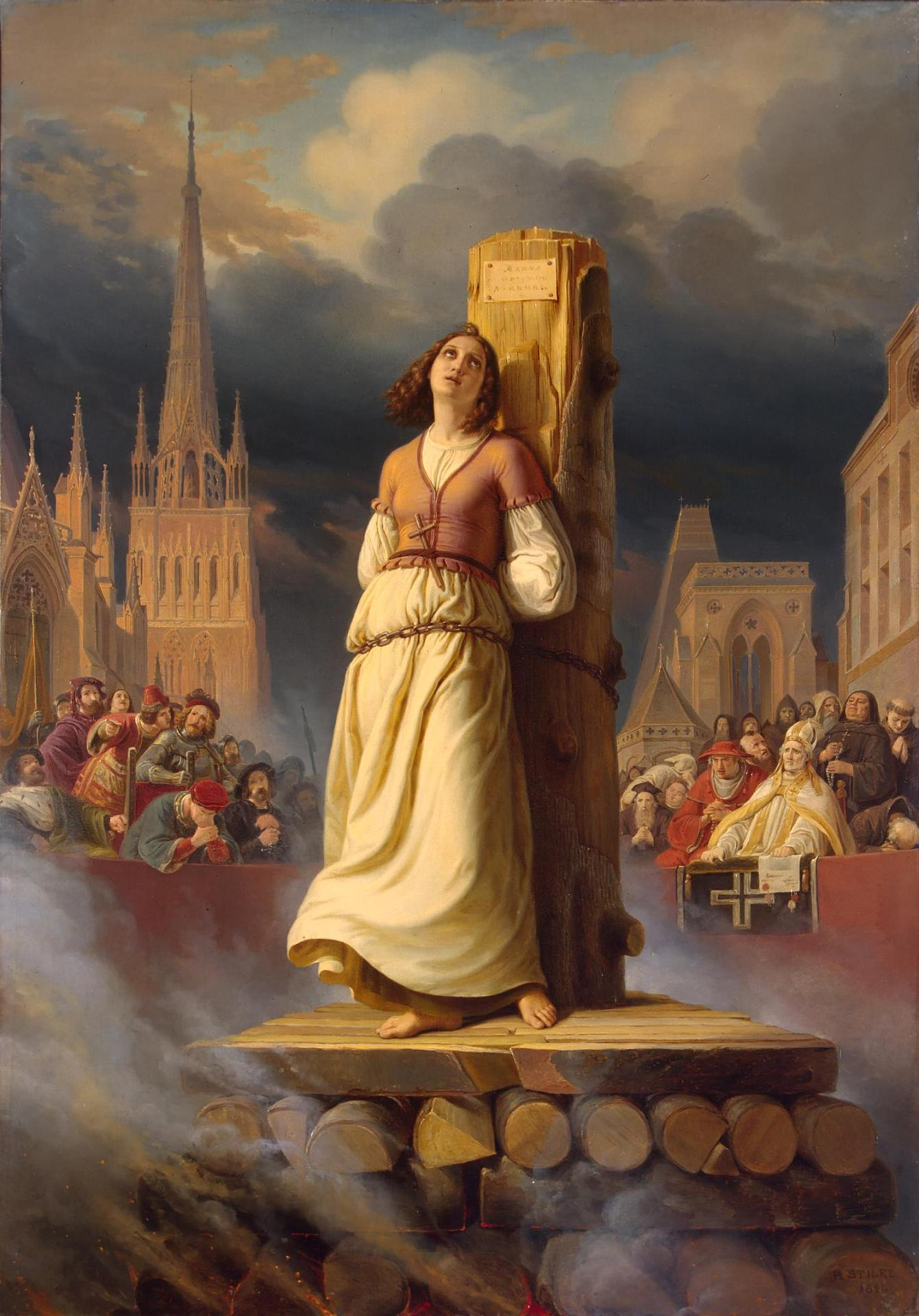
Hermann Anton Stilke: Smrt Jany z Arku na hranici (1843)

Kouzlo Jany však nepřestávalo na lid působit, takže se Angličané rozhodli jednou provždy s žijící legendou skoncovat. Zajatou dívku od Burgunďanů koupili za 10 000 liber a odvlekli ji do Rouenu před anglický soud, který měl prokázat její spojení s ďáblem. V procesu, který řídil francouzský biskup Petr Cauchon, byla odsouzena jako čarodějka a kacířka. Dne 30. května 1431 byla devatenáctiletá Jana na rouenském náměstíčku Vieux Marché (Starý trh) upálena. Katolickou církví nebyla exkomunikována a na seznam vyloučených osob z církve byla dána omylem.
Když si Karel VII. zajistil vládu nad takřka celou Francií, požádal o obnovení církevního procesu a prohlásil Johanku za oběť justičního omylu. Byla rehabilitována světským soudem v plném rozsahu. Později se stala symbolem Katolické ligy. Papež Pius X. ji prohlásil v předválečné době v 18. dubnu 1909 za blahoslavenou a papež Benedikt XV. ji svatořečil 16. května 1920.

## Vztah kčeským zemím
Janě z Arku bývá připisováno autorství dopisu českým husitům nalezeného na počátku 19. století v archívu ve Vídni a datovaného v Sully 3. nebo 23. března 1430 – v době, kdy vrcholily husitské spanilé jízdy do okolních zemí. V dopise jim vyčítá, že podlehli „bezbožným a nedovoleným pověrám“, ničí a zabíjejí, a dokonce hrozí možností osobního zákroku (ztíženou však boji s Anglií); nabízí jim však i pomoc v případě jejich zájmu o obrácení. Někteří historikové vyjádřili pochybnosti o tom, do jaké míry vznikl dopis z iniciativy Jany samé, a přiklánějí se spíše k názoru, že byl jejím písařem (Jana psát neuměla) napsán na objednávku z českých zemí. Podle dalších je latinský text dopisu zřejmě překladem a původně byl složen ve francouzštině, které by ovšem čeští husité na rozdíl od tehdejších anglických vojevůdců nerozuměli. Příštího roku při Janině procesu byl i tento její dopis, přes své jasně protikacířské ladění, inkvizitorem Johannem Niderem zahrnut mezi podklady obžaloby.

## Alternativní historické interpretace
Roku 1819 Pierre Caze tvrdil, že byla nelegitimní dcerou Isabely Bavorské. Objevují se i tvrzení, že přežila (například jako Jeanne des Armoises). Antropoložka Margaret Murrayová tvrdila, že šlo o čarodějnický proces.

## Jana z Arku v umění

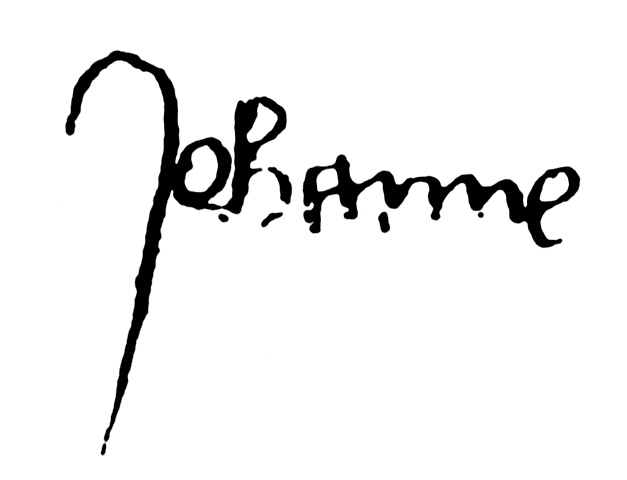
Podpis Johanky z Arku

### Veršované satiry
- VOLTAIRE. Panna. Přeložil Radovan Krátký. 1. vyd. v SNKLU. Praha: SNKLU, 1963. 338, [5] s. Nesmrtelní; Sv. 64.

### Drama
- Friedrich Schiller: Panna orleánská (Die Jungfrau von Orleans), 1801
- George Bernard Shaw: Svatá Jana (Saint Joan), 1923
- Jean Anouilh: Skřivánek (L´Alouette), 1952
- Jiří Ondra: Panna Orleánská, 2017 - autorská inscenace Divadla D21

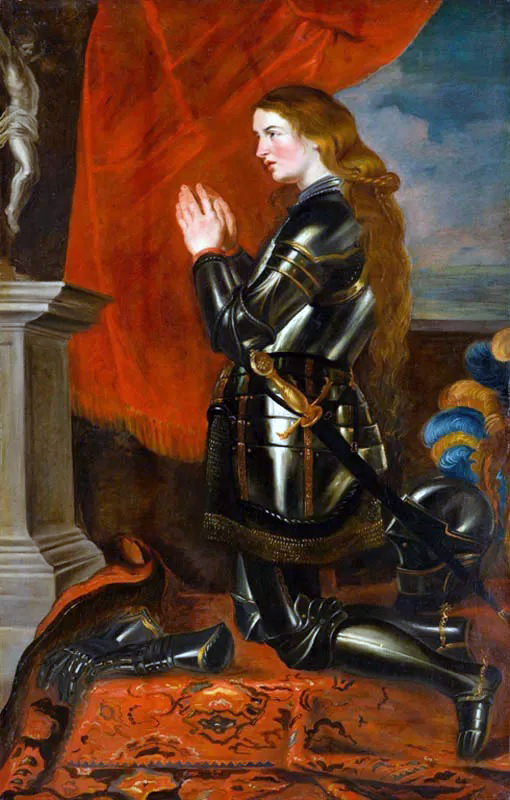
Jeanne d'Arc, Rubensova dílna, kolem 1620

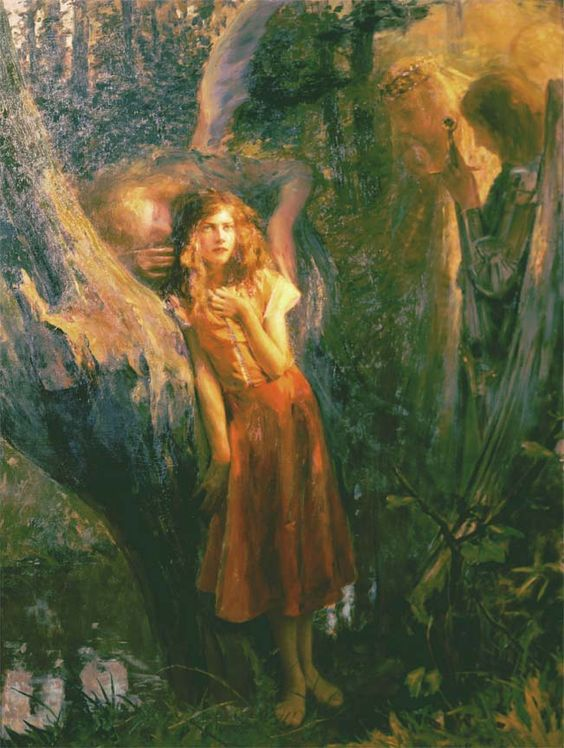
Gaston Bussière: Jana slyší hlasy, kolem 1900

### Hudba, opera a muzikál
- Giuseppe Verdi: Jana z Arku (Giovanna d´Arco), 1845
- Petr Iljič Čajkovskij: Panna orleánská (Orleanskaja děva), 1881
- Johann Vesque von Püttlingen: Johanna d'Arc, opera, libreto Otto Prechtler, Vídeň 1840
- Arthur Honegger: Jana z Arku na hranici (Jeanne d´Arc au bucher), 1939 – dramatické oratorium
- Jiří Korn: Jeanne D'Arc (cover verze písně Bright Eyes od Mike Batt/Art Garfunkel), český text Zdeněk Borovec, 1980 – píseň
- Ondřej Soukup, Gabriela Osvaldová a Jiří Hubač: Johanka z Arku, 2000 – muzikál
- Powerwolf: Joan of Arc, 2024 - píseň

### Film
- Utrpení panny Orleánské (Passion de Jeanne d'Arc, La), Francie 1928, Režie: Carl Theodor Dreyer; Hrají: Maria Falconetti, Eugene Silvain, André Berley, Maurice Schutz, Antonin Artaud
- Johanka z Arku (Joan of Arc), USA 1948, Režie: Victor Fleming; Hrají: Ingrid Bergman, José Ferrer, J. Carrol Naish, Ward Bond, Shepperd Strudwick, Gene Lockhart
- Johanka z Arku u kůlu (Giovanna d'Arco al rogo), Itálie 1954, Režie: Roberto Rossellini; Hrají: Ingrid Bergman, Tullio Carminati, Fra Domenico, Giacinto Prandelli, Augusto Romani
- Proces Jany z Arku (Procès de Jeanne d'Arc), Francie 1962, Režie: Robert Bresson; Hrají: Florence Delay, Jean-Claude Fourneau, Roger Honorat, Marc Jacquier, Jean Gilibert
- Johanka z Arku (Joan of Arc), TV film, Kanada 1999, Režie: Christian Duguay; Hrají: Leelee Sobieski, Jacqueline Bisset, Powers Boothe, Neil Patrick Harris
- Johanka z Arku (Jeanne d'Arc), Francie 1999, Režie: Luc Besson; Hrají: Milla Jovovich, Dustin Hoffman, Faye Dunawayová, John Malkovich, Tchéky Karyo, Vincent Cassel

### Videohry
- Rock of Ages bigger a boulder
- Wars and Warriors: Joan of Arc, 7. února 2004, Vývojář: Enlight, single player RPG/strategie na PC
- Age of Empires II (1 hratelná kampaň)
- Fate Grand Order, Jeanne d´Arc, objevuje se v singularitě Orleans ve Francii, (lze získat jako postavu, společně s dalšími dvěma verzemi jí samé)

### Výtvarné umění
- Emmanuel Frémiet, Pomník: bronzová pozlacená jezdecká socha Jan z Arku ve zbroji, Paříž Place des pyramides (1889)
- Petrus Paulus Rubens (dílna), Modlící se Jana z Arku (1620)
- Gaston Bussière: Jana slyší hlasy (kolem 1900)
- Jean Auguste Dominique Ingres: Jana z Arku při korunovaci krále Karla VII., 1854 (v infoboxu)